# Kari Hotakainen
Kari Matti Hotakainen (Pori, 9 gennaio 1957) è uno scrittore finlandese.

## Biografia
Definito dal connazionale collega Arto Paasilinna "un umorista temibile, intelligente, acuto, quasi calcolatore", Kari Hotakainen ha iniziato la sua carriera di scrittore nel 1982 con la raccolta poetica Harmittavat takaiskut. In seguito, attraverso libri per bambini e ragazzi, è passato ai romanzi. Prima di dedicarsi alla scrittura a tempo pieno, Hotakainen ha lavorato tra l'altro come giornalista e come autore nel settore pubblicitario di WSOY.
Il suo primo successo è stato Klassikko, uno dei candidati per il Premio Finlandia, che ha successivamente vinto con un romanzo del 2002, Via della Trincea, da cui è stato tratto un film, opera premiata nel 2004 dal Consiglio Nordico. La sua pièce teatrale Punahukka si è guadagnata il premio per la drammaturgia nordica nel 2006.
Hotakainen ha scritto anche pezzi teatrali per bambini, drammi radiofonici, cronache e la sceneggiatura per una serie televisiva di dieci puntate intitolata Tummien vesien tulkit.

## Opere

### Romanzi
- (FI) Buster Keaton. Elämä ja teot, Porvoo, Helsinki, Juva, WSOY, 1991, ISBN 951-0-17446-7.
- (FI) Bronks, Porvoo, Helsinki, Juva, WSOY, 1993, ISBN 951-0-18924-3.
- (FI) Syntisäkki, Porvoo, Helsinki, Juva, WSOY, 1995, ISBN 951-0-20495-1.
- (FI) Pariskunta, pukki ja pieni mies, Helsinki, Erweko, 1997.
- (FI) Klassikko. Omaelämäkerrallinen romaani autoilevasta ja avoimesta kansasta, Porvoo, Helsinki, Juva, WSOY, 1997, ISBN 951-0-22223-2.
- (FI) Sydänkohtauksia, eli, kuinka tehtiin Kummisetä, Porvoo, Helsinki, Juva, WSOY, 1999, ISBN 951-0-23878-3.
- (FI) Juoksuhaudantie, Helsinki, WSOY, 2002, ISBN 951-0-27315-5.
- (FI) Iisakin kirkko, Helsinki, WSOY, 2004, ISBN 951-0-29643-0.
- (FI) Huolimattomat, Helsinki, WSOY, 2006, ISBN 951-0-32302-0.
- (FI) Finnhits, Helsinki, WSOY, 2007, ISBN 978-951-0-33317-4.
- (FI) Ihmisen osa, Helsinki, Siltala, 2009, ISBN 978-952-234-021-4.
- (FI) Jumalan sana, Helsinki, Siltala, 2011, ISBN 978-952-234-073-3.
- (FI) Luonnon laki, Helsinki, Siltala, 2013.[2]

### Raccolte poetiche
- (FI) Harmittavat takaiskut, Porvoo, Helsinki, Juva, WSOY, 1982, ISBN 951-0-10960-6.
- (FI) Kuka pelkää mustaa miestä, Porvoo, Helsinki, Juva, WSOY, 1985, ISBN 951-0-13233-0.
- (FI) Hot, Porvoo, Helsinki, Juva, WSOY, 1987, ISBN 951-0-14419-3.
- (FI) Runokirja, Porvoo, Helsinki, Juva, WSOY, 1988, ISBN 951-0-15320-6.
- (FI) Kalikkakasa. Valitut runot 1982–1988, Helsinki, WSOY, 2000, ISBN 951-0-24924-6.

### Libri per bambini e ragazzi
- (FI) Lastenkirja, Porvoo, Helsinki, Juva, WSOY, 1990, ISBN 951-0-16389-9.
- (FI) Ritva, Porvoo, Helsinki, Juva, WSOY, 1997, ISBN 951-0-21638-0.
- (FI) Näytän hyvältä ilman paitaa, Helsinki, WSOY, 2000, ISBN 951-0-24857-6.
- (FI) Satukirja, Helsinki, WSOY, 2004, ISBN 951-0-29447-0.

### In italiano
- Colpi al cuore (Sydänkohtauksia, eli, kuinka tehtiin Kummisetä), Iperborea, maggio 2006, ISBN 978-88-7091-134-3.
- Via della Trincea (Juoksuhaudantie), Iperborea, settembre 2009,  p. 376, ISBN 978-88-7091-169-5.
- Un pezzo di uomo (Ihmisen osa), Iperborea, novembre 2012,  p. 320, ISBN 978-88-7091-198-5.
- La legge di natura (Luonnon laki), Iperborea, 28 agosto 2015,  p. 272, ISBN 978-88-7091-450-4.